# Шталаг 325
Шталаг 325 (нем. Stammlager für kriegsgefangene Mannschaften und Unteroffiziere 325 — созданный германскими воинским командованием лагерь для советских военнопленных (позже пополненный военнопленными и узниками из других стран), существовавший с июля 1941 по апрель 1942 года в г. Рава-Русская (УССР).
Другие сателлитные лагеря «Шталага 325» находились на Западной Украине во Львове (Stalag 328), Тернополе, Золочеве, Стрые, Замостье, Звежинце, Мелеце, Теребовле и Сколе.
За время существования «Шталага 325» в Раве-Русской здесь находилось свыше 18 тысяч советских военнопленных, которых гитлеровцы почти полностью уничтожили. Житель села Йоничи В. С. Кочан рассказал Чрезвычайной государственной комиссии по установлению и расследованию злодеяний немецко-фашистских захватчиков: 

«Я работал в концлагере с декабря 1941 по апрель 1942 года. За это время враги уничтожили голодом, холодом, а также расстреляли около 15 тыс. военнопленных. Трупы умерших и расстрелянных вывозили на тракторных прицепах в Волковицкий лес. Голодных и истощенных людей зимой привязывали веревками к крючкам в стене или к столбу и держали, пока они не замерзали».— Звірства німців на Львівщині. Збірка статей і документів. Львов, 1945, с. 15—17, 19—20.
 Заключение пережило около 6 тыс. человек.
Кроме советских, здесь находились и иностранные военнопленные, в том числе 20 тыс. французов. Существовал также штрафной лагерь для французских и бельгийских членов движения сопротивления.
По воспоминаниям одного из них, когда их привезли сюда, адъютант коменданта говорил, что в лагере умерло от тифа свыше 3 тыс. советских военнопленных, что среди трупов нередко оказывались живые, но их вместе с умершими бросали в ямы и засыпали негашеной известью. Каждое утро гитлеровские офицеры и унтер-офицеры приходили в лагерь советских военнопленных и стреляли по ним, как по живым мишеням, иных убивали палками и сапогами, разбивали им головы. Кроме того, в лагере ежедневно умирало до 200 измученных людей.
В конце апреля 1942 года в процессе расформирования и ликвидации «Шталага 325» в Замостье немцами была произведена «зачистка» военнопленных и организованно передана в СД группа военнопленных из бывшего командно-начальствующего состава РККА, среди них — сотрудники особых отделов, пограничных войск, политруки и евреи.
Оставшиеся в живых французские узники организовали во Франции общество Ceux de Rawa Ruska — Union Nationale des Deportes. Выжившие бывшие узники лагеря для военнопленных, французские писатели, написали воспоминания и создали произведения о Раве-Русском «Шталаге 325»:
- Лоран Кошель (повесть «Так плывет лодка»),
- Арман Тупе («Маруська»),
- Андре Пизей («Без оружия и багажа»).